# François-Joseph Delegorgue
François-Joseph-Augustin Delegorgue, né le 27 novembre 1757 à Arras et mort le 17 juin 1806 à l'attaque de Raguse ancien nom de  Dubrovnik en Croatie, est un général français de la Révolution et de l’Empire.

## Biographie

### Soldat de l'Ancien Régime
Fils d'un homme de loi d'Arras qui donne une éducation distinguée, il s'engage le 5 mars 1776, dans le régiment de Poitou et devient caporal le 11 décembre 1779. Fait sergent le 8 février, puis fourrier le 21 septembre 1783, il obtient le grade de sergent-major le 11 juin 1786. Dans cet intervalle, il a servi à bord du vaisseau la Bourgogne, sous les ordres du capitaine Dorvilliers en 1779.

### Les premières campagnes de la Révolution
Le 28 janvier 1791, il s'embarque sur le vaisseau l'Apollon commandé par le capitaine Behague, à destination de la Martinique, et revient en France le 16 mai suivant. Le 15 septembre de la même année, il est nommé sous-lieutenant de grenadiers. Lieutenant le 12 juin et capitaine le 4 mai 1792, il fait les campagnes de cette année et de 1793 à l'armée de Sambre-et-Meuse. Le 18 mars 1793, il participe à la bataille de Neerwinden où un coup de feu lui traverse la cuisse, tandis qu'à la tête de son régiment il enlève le village. Il guérit de cette blessure mais reste boiteux.
Nommé chef de bataillon le 27 pluviôse an II, il devient chef de la 49e demi-brigade — future 13e demi-brigade — le 19 fructidor an III. Il est à cette époque investi du commandement d'Aire et de Bergues. Employé à l'armée des côtes de Cherbourg, il rejoint en l'an IV celle d’Italie.

### En Italie
Il reçoit une nouvelle mais légère blessure le 17 avril 1797, pendant le massacre des Français à Vérone.
Dans cette journée, dite des Pâques véronaises, Delegorgue sauve la vie à de nombreux compatriotes, ce qui lui vaut les félicitations du général en chef Bonaparte, qu'il accompagne l'année suivante en Égypte.

### Campagne d'Égypte
Arrivé le premier au Marabout lors du débarquement de l'armée, il entre le premier aussi le lendemain (14 messidor an VI) dans Alexandrie. Il se distingue pendant toute la durée de la campagne, particulièrement le 29 ventôse an VIII lors de la bataille d'Héliopolis où, sur le champ de bataille-même, Kléber le nomme général de brigade, nomination que le Premier consul confirme le 19 fructidor suivant. En l'an IX, il fait partie de la division du général Friant et est l'un des signataires de la capitulation d'Alexandrie, après laquelle il revient en France avec les débris de l'armée d'Orient.

### Guerres de l’Empire
Membre de la Légion d'honneur le 19 frimaire an XII et commandant de l'ordre le 25 prairial, Delegorgue, qui commande alors le département de la Manche passe à la Grande Armée le 6 brumaire an XIV. En 1806, il est transféré à l'armée d'Italie.
Au mois de juin de la même année, il se trouve sous les ordres du général Marmont, lorsque le 17, près de Raguse,  placé à l'avant-garde avec une petite troupe, il est assailli par un parti de Monténégrins. À la première décharge, il a la cuisse fracassée et tombe ; quatre de ses grenadiers le placent sur leurs épaules et l'emportent, mais les Monténégrins les poursuivent et bientôt les atteignent. Delegorgue, qui reconnaît l'impossibilité de leur échapper, engage ses hommes à l'abandonner. Ils refusent, mais deux d'entre eux ayant été blessés : « n'oubliez pas, leur dit-il, que je suis votre général ; je vous ordonne de me déposer à terre et de vous éloigner ». Ses soldats lui obéissent finalement, et à peine l'ont-ils quitté que sa tête, séparée de son corps, devient un trophée de victoire pour ses adversaires.
Son nom est gravé côté Sud de l'arc de triomphe de l'Étoile.

## Distinctions
- 14 juin 1804 : commandeur de la Légion d'honneur